# Hildur Guðnadóttir
Hildur Ingveldardóttir Guðnadóttir [ˈhɪltʏr̥ ˈkvʏðnaˌtouhtɪr̥] (* 4. September 1982 in Reykjavík) ist eine klassisch ausgebildete isländische Cellistin und Komponistin, die neben ihren eigenen Projekten viele bekannte Künstler mit dem Cello begleitet. Einem größeren Publikum wurde sie durch ihre Filmmusik für die DC-Comicverfilmung Joker (2019) bekannt, für die sie unter anderem mit dem Oscar für die Beste Filmmusik ausgezeichnet wurde.

## Leben und Werk

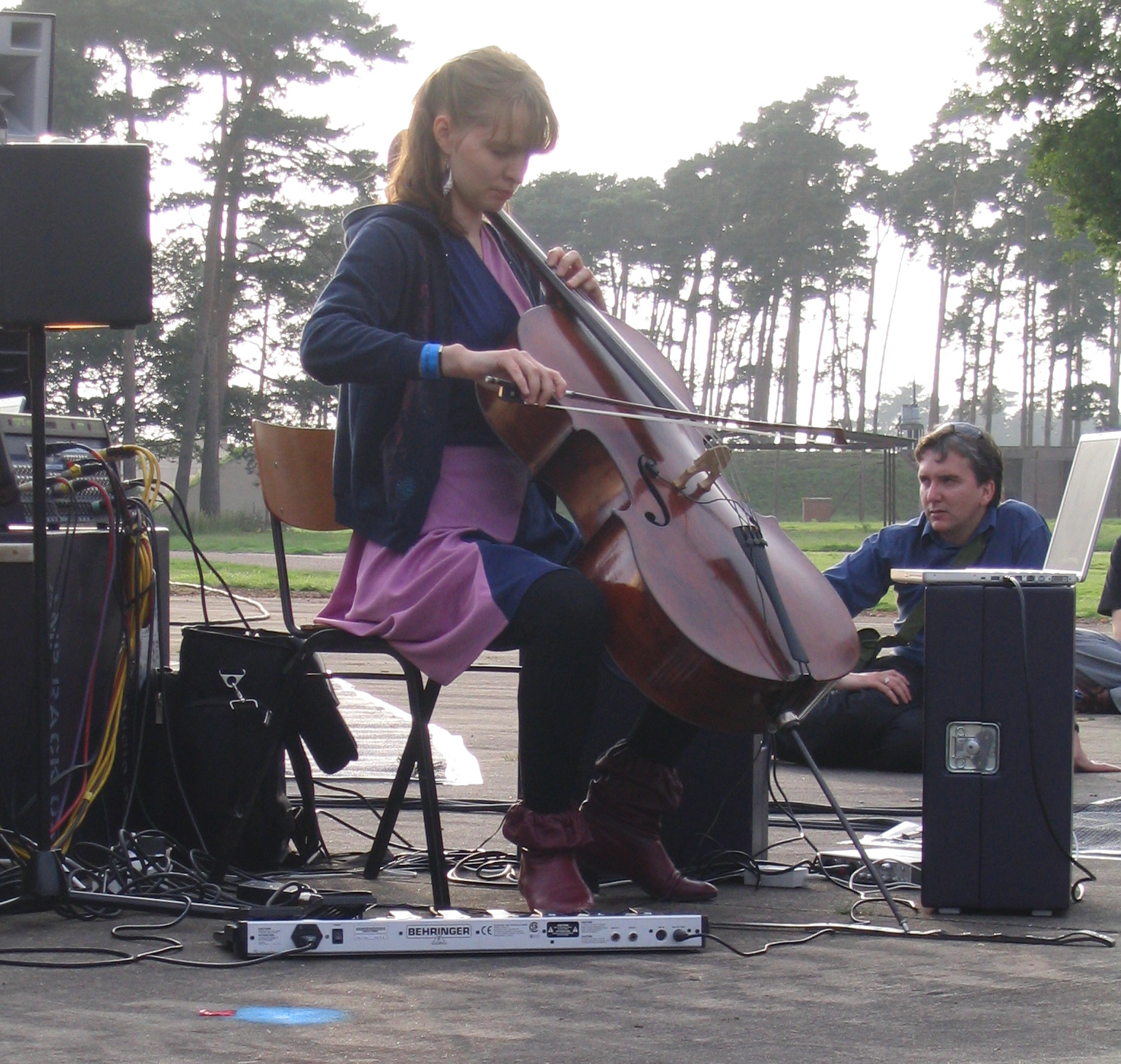
Hildur Guðnadóttir bei einem Auftritt 2007

Hildur Guðnadóttir begann als Kind, Cello zu spielen und studierte später an verschiedenen Hochschulen in Reykjavík sowie an der Universität der Künste in Berlin. Nach ihrem Studium ging sie zurück nach Island, wo sie sich stark in der jüngeren Kunst- und Musikszene engagierte. So betrieb sie zusammen mit dem befreundeten Jóhann Jóhannsson die Organisation Kitchen Motors, eine Kombination aus Think Tank, Label und Künstlerkollektiv. Sie spielte mit der Gruppe Múm oder dem aus Ilpo Väisänen und Dirk Dresselhaus bestehenden Projekt Angel und ist Mitglied des von griechischer und bulgarischer Tanzmusik inspirierten Ensembles Stórsveit Nix Noltes. Auch über die Grenzen ihres Landes hinaus hat sich Hildur an zahlreichen Musikprojekten beteiligt, so beispielsweise an Aufnahmen der finnischen Experimentalband Pan Sonic. Sie arbeitete mit dem schwedischen Klangkünstler BJ Nilsen und der ebenfalls schwedischen Band The Knife.
Hildur Guðnadóttir ist außerdem als Dirigentin und Komponistin tätig. Zu ihren bekannteren Arbeiten zählt der live aufgeführte Soundtrack zu Derek Jarmans Film In The Shadow Of The Sun von 1980, an dem neben den englischen Industrial-Pionieren Throbbing Gristle der von ihr dirigierte „New London Chamber Choir“ beteiligt war. Sie komponierte den Soundtrack für das Theaterstück Sumardagur („Sommertag“) welches im Isländischen Nationaltheater uraufgeführt wurde.
2007 brachte sie unter dem Namen Lost in Hildurness ihr folkinspiriertes Solodebüt Mount A heraus, das beim isländischen Label 12tónar erschien und fast im Alleingang eingespielt wurde. Die Aufnahmen entstanden teilweise in New York, teilweise in einem isländischen Holzhaus, welches für seine dem Cello entgegenkommende Akustik berühmt ist. Hildur spielte dort neben Cello Vibraphon, Viola und Harfe, und ergänzte das Instrumentarium durch dezente Stimmarbeit. 2009 folgte das zweite Soloalbum Without Sinking, welches auf dem britischen Label Touch herauskam. Neben Jóhann Jóhannsson wirkt auch Hildurs Vater, der Klarinettist Guðni Franzson, an den Aufnahmen mit. Hildur tritt regelmäßig live auf, dort meist in Begleitung eines Trompeters und eines Saxophonisten. Sie tourte bereits mit Jóhann, mit Fever Ray und mit der amerikanischen Indie-Folkband Animal Collective.
Seit 2011 ist sie auch regelmäßig als Komponistin für Filmmusik aktiv und arbeitet auch an Fernsehproduktionen. Sie komponierte u. a. die Filmmusik für Sicario 2 und Joker (2019). Für letztgenannten Film, dessen Filmmusik sie weitestgehend bereits vor den Dreharbeiten nur auf Basis des Drehbuchs komponierte, wurde sie 2020 mit dem Golden Globe Award für die Beste Filmmusik ausgezeichnet und erhielt einen Oscar in derselben Kategorie. Sie ist seit 1997 die erste Frau, die mit einem Oscar für die beste Filmmusik ausgezeichnet wurde.
Nach dem Erfolg von Joker komponierte Hildur die Musik zu den Kinofilmen Tár von Todd Field und Die Aussprache von Sarah Polley (beide 2022). Ursprünglich war sie auch als Komponistin für David O. Russells Historienstreifen Amsterdam (2022) vorgesehen. Ohne Angabe von Gründen wurde sie im August 2022 durch Daniel Pemberton ersetzt.
Hildur lebt und arbeitet in Berlin.

## Diskografie

### Solo
- Mount A (as Lost in Hildurness) (12 Tónar 2006, wiederveröffentlicht als Hildur Guðnadóttir auf Touch)
- Without Sinking (Touch 2009)
- Leyfðu Ljósinu (Touch 2012)
- Saman (Touch 2014)

### Kooperationen und Gastbeiträge
- Rúnk – Ghengi Dahls (Flottur kúltúr og gott músik 2001)
- Mr. Schmucks Farm – Good Sound (Oral 2005)
- Stórsveit Nix Noltes – Orkídeur Hawai (12 Tónar/Bubblecore 2005)
- Angel and Hildur Guðnadóttir – In Transmediale (Oral 2006)
- Hildur Guðnadóttir with Jóhann Jóhannsson – Tu non mi perderai mai (Touch 2006)
- Nico Muhly – Speaks volumes (Bedroom Community 2006)
- Valgeir Sigurðsson – Equilibrium Is Restored (Bedroom Community 2007)
- Ben Frost – Theory of Machines (Bedroom Community 2006)
- Skúli Sverrisson – Sería (12 Tónar 2006)
- Pan Sonic – Katodivaihe/Cathodephase (Blast First Petite 2007)
- Múm – Go Go Smear the Poison Ivy  (FatCat Records 2007)
- Hildur Guðnadóttir, BJ Nilsen and Stilluppsteypa – Second Childhood (Quecksilber 2007)
- The Knife – Tomorrow, in a Year (2010)
- Hildur Guðnadóttir & Hauschka – Pan Tone (2010/12)

## Filmografie (Auswahl)
- 2011: The Bleeding
- 2012: Hijacking – Todesangst … In der Gewalt von Piraten (Kapringen)
- 2012: Astro - Uma Fábula Urbana em um Rio de Janeiro Mágico
- 2012: Absolventen - Freiheit ist nicht umsonst (Absolventi Sloboda nie je zadarmo)
- 2013: Jîn
- 2014: Ming of Harlem: Twenty One Storeys in the Air
- seit 2016: Trapped – Gefangen in Island (Ófærð, Fernsehserie, 20 Episoden)
- 2016: Der Eid (Eiðurinn)
- 2017: Strong Island
- 2017: Tom of Finland
- 2017: Journey’s End
- 2018: Maria Magdalena (Mary Magdalene)
- 2018: Sicario 2 (Sicario: Day of the Soldado)
- 2019: Chernobyl (Miniserie, 5 Episoden)
- 2019: Joker
- 2022: Tár
- 2022: Die Aussprache (Women Talking)
- 2023: A Haunting in Venice
- 2024: Joker: Folie à Deux

## Auszeichnungen
Oscar
- 2020: Beste Filmmusik für Joker

Golden Globe Award
- 2020: Beste Filmmusik für Joker
- 2023: Nominiert für die Beste Filmmusik für Die Aussprache

British Academy Film Award
- 2020: Beste Filmmusik für Joker

Critics’ Choice Movie Award
- 2020: Bester Komponist für Joker
- 2023: Nominiert für Bester Komponist für Die Aussprache
- 2023: Nominiert für Bester Komponist  für Tár

Grammy Awards
- 2020: Bester komponierter Soundtrack für visuelle Medien für Chernobyl
- 2021: Bester komponierter Soundtrack für visuelle Medien für Joker

Emmy Award
- 2019: Outstanding Music Composition for a Limited Series, Movie, or Special für Chernobyl

Zurich Film Festival
- 2025: Career Achievement Award[6]